# Ignacio Otero Pablos
El general Ignacio Otero Pablos fue un militar mexicano que participó en la Revolución mexicana. Nació en Huatabampo, Sonora en 1896. Estudió en la Escuela de Agricultura de Ciudad Juárez, donde se graduó de ingeniero agrónomo. Se unió a la Revolución en 1913, cuando se pronunció contra Victoriano Huerta en favor del constitucionalismo. Formó parte del Estado Mayor del general Álvaro Obregón; alcanzó el grado de general de brigada en 1929, combatiendo al escobarismo. Tuvo cargos como el de Jefe de la Policía Montada del Distrito Federal durante el gobierno de Plutarco Elías Calles, así como el de algunas zonas militares como Yucatán, Michoacán, Durango y México. De 1949 a 1952 fue embajador en Venezuela, y de 1956 a 1958 en la República Dominicana. Murió en la Ciudad de México en 1970 y está sepultado en Huatabampo, Sonora. 